# Hedgeley
Hedgeley is een civil parish in het bestuurlijke gebied Northumberland, in het Engelse graafschap Northumberland. In 2001 telde de civil parish 322 inwoners.